# Metropolitanato de Kiev y toda la Rus

El metropolitanato de Kiev y toda la Rus (en griego: Μητρόπολη Κιέβου και πάντων των Ρως, en ucraniano: Митрополит Київський та всієї Русі, romanizado: Mytropolyt Kyivskyi ta vsiiei Rusi y en ruso: митрополия Киевская и всея Руси) fue una circunscripción eclesiástica de la Iglesia ortodoxa de Constantinopla en la Rus de Kiev. Se trataba de un metropolitanato bizantino, sede metropolitana de la provincia eclesiástica de Kiev. Fue suprimido en 1458.

## Territorio y organización
El metropolitanato extendía su jurisdicción sobre los fieles de rito bizantino residentes en la Rus de Kiev.
La sede del metropolitanato se encontraba en la ciudad de Kiev, en Ucrania, en donde se halla la Catedral de Santa Sofía, que es administrada por el Ministerio de Cultura y Comunicaciones Estratégicas de Ucrania y la Unesco la declaró Patrimonio de la Humanidad. Fue dañada por los mongoles en 1240 y luego reconstruida, en 1596 pasó a la Iglesia greco-católica ucraniana, en 1633 volvió a ser propiedad del patriarcado de Constantinopla, y en 1685 pasó a la Iglesia ortodoxa rusa. En 1934 fue confiscada por el Estado soviético. La sede fue trasladada a Vladímir (Vladímir del Kliazma) en 1299 y luego a Moscú en 1325.
El metropolitanato tenía como sufragáneas a las eparquías de (en vísperas de la invasión mongola de la Rus de Kiev): Chernígov (991), Bélgorod Kíevski (991), Volodímir-Brest (o de Volodímir-Volinski) (992), Nóvgorod (992), Rostov (992), Pólotsk (992), Pinsk y Túrov (1005), Przemyśl y Sámbir (1026), Pereyáslav (1036), Yúriev (1036), Háliych o Galitzia (1134), Smolensk (1137), Riazán y Múrom (1198), Súzdal (1213).

## Historia hasta la Unión de Florencia

### Cristianización de la Rus de Kiev
La eparquía de Tmutarakan en la península de Tamán es mencionada en una lista del patriarcado de Constantinopla de la primera mitad del siglo VIII. El Principado de Tmutarakan fue conquistado a los jázaros por los eslavos en 965. Las incursiones cumanas de finales del siglo XI y principios del XII supusieron la pérdida de contacto con el resto de la Rus de Kiev. Pudo haber sido la sede inicial del metropolitanato.
La historia de la Iglesia cristiana en la región de la Rus de Kiev suele remontarse al bautismo de la Rus en Kiev. Si bien la fecha de este evento se da comúnmente como 988, la evidencia es controvertida. En ese año, el gran príncipe de Kiev, Vladimiro el Grande, junto con su pueblo, fueron bautizados en el río Dniéper por el clero del patriarca ecuménico de Constantinopla. Existe un relato legendario que dice que el primer obispo podría haber sido enviado a Kiev en 864 por el patriarca Focio I. De ser cierto, habría ocurrido después de que Kiev hubiera sido capturada por los varegos en 860. Es posible que un príncipe de Kiev, Askold, pudiera haber sido bautizado debido a la existencia de la iglesia de San Nicolás en la tumba de Askold. Durante el reinado del príncipe Ígor de Kiev, en Kiev existía la iglesia de San Elías, mientras que durante la firma del tratado de 944 con los griegos algunos rutenos hicieron un juramento sobre la Biblia. Desde su fundación, el metropolitanato estuvo subordinado al patriarcado ecuménico de Constantinopla.

### Establecimiento de la sede metropolitana
No se sabe con certeza cuándo se fundó el metropolitanato de Kiev. El primer obispo metropolitano del que se tiene constancia es Miguel de Kiev (988-992). Fue nombrado por el patriarca Nicolás II de Constantinopla. Recibió el título de metropolitano de Kiev y toda la Rus. La sede estaba ubicada en la ciudad de Kiev (o quizás en Tmutarakan).
En 1037 el príncipe Yaroslav I el Sabio construyó una nueva catedral, Santa Sofía, y trasladó allí la sede metropolitana. En 1051 Yaroslav el Sabio logró que un candidato ruteno fuera elegido metropolitano: Hilarión de Kiev. Reorganizó la jerarquía eclesiástica y mejoró la estructura del metropolitanato.
Una delegación del metropolitanato, bendecida por el metropolitano Iván III, participó en el Concilio de Bari (1089), convocado por el papa Urbano II para sanear el Gran Cisma. Miembros de esta misión se encontraban en Bari para consagrar la tumba trasladada de san Nicolás de Mira. Posteriormente, se produjo el auge del culto a san Nicolás en la Rus.

### Fragmentación de la Rus de Kiev
A finales del siglo XII la Rus de Kiev comenzaba a fragmentarse en varios principados. Uno de los más influyentes fue el Gran Ducado de Vladímir, bajo la dinastía Rúrikovich. El gran duque Vladímir II Monómaco fundó la ciudad homónima de Vladímir, situada a 200 kilómetros al este de Moscú. En 1113 fue aclamado popularmente como gobernante supremo de la Rus de Kiev. Mstislav I de Kiev, quien reinó del 20 de mayo de 1125 al 15 de abril de 1132, fue el último gobernante indiscutible de toda la Rus de Kiev. Tras su muerte, el trono de Kiev se convirtió en objeto de disputa entre diversas asociaciones territoriales de príncipes rúrikovichs.
El hijo menor de Vladímir II, Yuri Dolgoruki, fue el gran príncipe de Vladímir-Súzdal. Bajo su gobierno el principado adquirió fuerza militar. En la guerra de Súzdal-Riazán de 1146, conquistó el Principado de Riazán. Posteriormente, en la década de 1150, Yuri ocupó Kiev dos veces y se apoderó del trono. Su último gobierno fue desde agosto de 1150 hasta el invierno de 1151. Su gobierno marcó el fin de la Rus como entidad unificada. A partir de entonces, las tierras de la Rus nororiental desempeñaron un papel importante en la política de la Rus de Kiev.
En marzo de 1169 una coalición de príncipes nativos liderada por el gran príncipe de Vladímir-Súzdal, Andréi Bogoliubski, saqueó Kiev y obligó al príncipe gobernante, Mstislav II de Kiev, a huir a Volinia. Andréi nombró a su hermano, Gleb de Kiev, como príncipe de Kiev mientras Andréi mismo continuó gobernando su reino desde Vladímir sobre el río Klyazma. A partir de ese momento, el noreste de Rus, que estaba centrado en la ciudad de Vladímir, se convirtió en una de las tierras más influyentes de Rus. Después de las invasiones mongolas, tres estados poderosos permanecieron como sucesores de la Rus de Kiev: el Principado de Vladímir-Súzdal en el noreste, que evolucionaría en el Principado de Moscú; el Reino de Galitzia-Volinia en el suroeste; y el Gran Ducado de Lituania al norte.

### La Rus de Kiev bajo los mongoles

Rus de Kiev en 1237

Tras la invasión mongola y el saqueo de Kiev en 1240, las comunicaciones entre Kiev y Constantinopla se deterioraron. Poco después de que Cirilo II de Kiev (1250-1281) fuera nombrado metropolitano, el fundador de la Horda de Oro, Batú Kan, exigió que trasladara la cátedra de Kiev a la ciudad de Vladímir. El traslado no se produjo hasta 1299, bajo el sucesor de Cirilo, Máximo. Los jerarcas continuaron siendo llamados «metropolitanos de Kiev y toda la Rus»; se suponía que eran responsables de todos los cristianos ortodoxos de la Rus, incluidos los de Galitzia, que se convirtió en reino en 1253, y del Gran Ducado de Lituania, que había obtenido el control del antiguo Principado de Pólotsk. En 1324, su sucesor, Pedro de Moscú, trasladó de nuevo la cátedra, esta vez a Moscú.
Los príncipes del Gran Ducado de Vladímir controlaban eficazmente la sede metropolitana con la autorización del kan de la Horda de Oro. El príncipe más importante de la Rus (normalmente el príncipe de Moscú, pero a veces un principado de Tver u otro) seguía llamándose "gran príncipe de Vladímir". Los grandes príncipes eran coronados originalmente en la Catedral de la Asunción, en Vladímir. Tras la destrucción mongola, Vladímir nunca se recuperó del todo. Para el siglo XIV Moscú había sustituido a Vladímir como sede del gran príncipe. El título se había convertido en un símbolo honorífico de majestad. Los príncipes elegían ser coronados en la Catedral de la Asunción del Kremlin de Moscú. Esta catedral era una copia libre, obra del arquitecto italiano Aristóteles Fioravanti, de la original de Vladímir.

### Establecimiento de nuevos metropolitanatos

#### Metropolitanato de Lituania
Tras escapar del embate de las invasiones mongolas, el Gran Ducado de Lituania se expandió a las zonas vecinas, debilitadas por los conflictos internos y las depredaciones mongolas. Si bien estas expansiones solían realizarse a expensas de los principados eslavos de la antigua Rus de Kiev, en ocasiones eran voluntarias. Por ejemplo, los duques del Principado de Túrov comenzaron a cooperar cada vez más con el Gran Ducado y, a principios del siglo XIV el principado se unió a él de forma pacífica. En 1320 la mayoría de los principados de la Rus occidental fueron vasallos o directamente anexionados por Lituania. En 1321, Gediminas capturó Kiev y envió al exilio a Stanislav, el último ruríkida en gobernarla. Gediminas también restableció la capital permanente del Gran Ducado en Vilna, presumiblemente trasladándola desde la antigua Trakai en 1323. El estado continuó expandiendo su territorio bajo el reinado del gran duque Algirdas y su hermano Kęstutis, quienes gobernaron el estado en armonía.
En ese momento, la lealtad religiosa jugó un papel importante en la política. Aunque se adhirieron a la fe pagana, los grandes duques Vytenis y Gediminas comprendieron la importancia política de controlar la Iglesia. Además, el metropolitano de Kiev y toda la Rus, Pedro de Moscú, trasladó la sede del metropolitanato a Moscú. La falta de un obispo metropolitano para los habitantes del gran principado impidió el desarrollo de la idea de un solo estado lituano que estaba siendo promovida por la familia gobernante. Al mismo tiempo, los líderes religiosos en la Rus se dieron cuenta de que la falta de un metropolitanato separado dejaría al estado lituano susceptible a la influencia de la Iglesia latina. En un intento por preservar la continua unidad cultural y religiosa de la Rus, los líderes ortodoxos se dieron cuenta de que en última instancia podrían empujar al pueblo a los brazos de Roma. A mediados de la década de 1350 el alto clero de la Rus en Lituania acordó que un metropolitanato lituano separado era el menor de dos males. La cuestión fue planteada en sus cartas al patriarcado de Constantinopla entre 1328 y 1347. En consecuencia, los grandes duques de Lituania pidieron al patriarca que estableciera una eparquía separada e independiente de Moscú.
El primer metropolitano de Lituania, Teófilo, reinó de 1317 a 1329. El emperador Andrónico II Paleólogo estableció el metropolitanato mientras que el patriarca Juan XIII de Constantinopla ordenó a Teófilo, que era de origen rus. Cuando Teófilo murió en 1329, el metropolitano de Kiev y toda la Rus, Teognosto, logró restaurar la unidad en las tierras de la Rus alegando que había muy pocos cristianos en la Lituania pagana. La sede del metropolitanato de Lituania quedó vacante entre 1329 y 1355. Mientras tanto, Teognosto tuvo autoridad sobre toda la Rus y Lituania hasta su propia muerte en 1353. Durante dos años, la sede volvió a estar vacante. A los metropolitanos de Moscú les convenía tildar a los lituanos de adoradores del fuego. El gran duque Algirdas promovió a su candidato, Roman, para el metropolitanato de Lituania. Román era un monje de Tver y pariente de Uliana, la esposa de Algirdas. Algirdas accedió a retirar su apoyo a su anterior candidato, Teodorito, alegando que su ordenación no era canónica, con la condición de que Román también fuera nombrado metropolitano de Toda la Rus. Algirdas incluso prometió convertirse a la ortodoxia a cambio de la ordenación de Román. En Constantinopla, el patriarca Calixto I fue depuesto y le sucedió el patriarca Filoteo I de Constantinopla (noviembre de 1353-1354). En 1355, un Calixto restaurado, de acuerdo con Filoteo, ordenó a Román metropolitano de Toda la Rus.
En 1355, tras disputas diplomáticas, el patriarca Calixto I de Constantinopla unió el metropolitanato de Hálych con el metropolitanato de Lituania bajo el liderazgo de Roman. Calixto también confirmó que Alejo seguía en posesión del «metropolitanato de Kiev y toda la Rus». Todas las eparquías del metropolitanato de Hálych fueron transferidas a la jurisdicción de un «metropolitanato de Lituania-Volinia» unificado (también conocido como «Lituania-Hálych»).
Ahora había dos metropolitanos para toda la Rus (véase metropolitanato de Lituania-Volinia más abajo).

#### Metropolitanato de Hálych
En 1241 el Reino de Galitzia-Volinia fue conquistado por el ejército mongol. En 1245, el rey Daniel de Galitzia ganó una batalla decisiva contra el ejército húngaro-polaco de su oponente Rostislav Mijaílovich y unió Hálych con Volinia. Tras esta victoria, construyó su residencia en Chełm, en la parte occidental de Volinia. Tras la visita de Daniel a Batú Kan, pagó tributos a la Horda de Oro.
En 1299 el metropolitano de Kiev y toda la Rus, Máximo, trasladó la sede metropolitana de Kiev a la ciudad de Vladímir del Kliazma. En respuesta a esta decisión, el hijo del rey Daniel y sucesor en el trono, León I de Galitzia, solicitó al patriarca ecuménico la construcción de un nuevo metropolitanato en el territorio de su reino. León falleció en 1301, pero su hijo, Yuri I de Galitzia, logró obtener la carta de fundación del patriarca Atanasio I de Constantinopla con la aprobación del emperador Andrónico II Paleólogo.
El primer metropolitano de Hálych fue Niphont (reinó entre 1303 y 1305). Tras su muerte, la sede permaneció vacante durante tres años. Durante ese tiempo, hubo luchas civiles con los reinos vecinos. Un católico de la dinastía polaca Piast, Yuri II Boleslav, sucedió en el trono de Hálych. En 1308, nombró a Pedro de Moscú como metropolitano de Kiev y toda la Rus. En ausencia de un jerarca en Hálych, Pedro era efectivamente el administrador de ese metropolitanato, así como de su propio metropolitanato de Kiev. En 1325 Pedro trasladó su sede metropolitana 200 kilómetros al oeste, de Vladímir a Moscú. El segundo metropolitano fue Gabriel (reinó entre 1326 y 1329). De 1329 a 1337, la sede volvió a estar vacante. Durante este período, el metropolitanato fue administrado efectivamente por Teognosto de Kiev (como metropolitano de Kiev y toda la Rus). El último metropolitano fue Teodoro (reinó entre 1337 y 1347). Tras su muerte en 1347, el gran príncipe de Moscú, Simeón, conspiró con Teognosto de Kiev para convencer al emperador Juan VI Cantacuceno de que desmantelara el metropolitanato de Hálych. En aquel entonces, el Reino de Galitzia-Volinia se vio convulsionado por las guerras Galitzia-Volinia, que resultaron en la división del reino entre el Gran Ducado de Lituania y el Reino de Polonia.

#### Metropolitanato de Lituania-Volinia
Teognosto de Kiev falleció en 1353. Fue sucedido en el metropolitanato de Kiev y toda la Rus por Alejo (reinó entre 1354 y 1378). En 1355, tras disputas diplomáticas, el restaurado patriarca Calixto I de Constantinopla, de acuerdo con Filoteo, unió el metropolitanato de Hálych con el de Lituania bajo el liderazgo del metropolitano Roman. Calixto también confirmó que Alejo permanecía en posesión del «metropolitanato de Kiev y toda la Rus». Todas las eparquías del metropolitanato de Hálych fueron transferidas a la jurisdicción de un metropolitanato unificado, también conocido como la «metropolitanato de Lituania-Volinia».
Había ahora dos metropolitanos para toda la Rus; la lucha subsiguiente entre ellos continuó hasta la muerte de Román en 1362. Inicialmente, Román convenció a algunos obispos. Sin embargo, no logró asegurar el apoyo del obispo de Tver. Ambos metropolitanos viajaron a Constantinopla para presentar sus apelaciones en persona. En 1356 sus casos fueron escuchados por un Sínodo Patriarcal. El Santo Sínodo confirmó que Alejo era el metropolitano de Kiev, mientras que Román también fue confirmado en su sede en Novogorodek. En 1361, las dos sedes se dividieron formalmente. Poco después, en el invierno de 1361/1362, Román murió; en ese momento, el metropolitanato lituano se disolvió efectivamente. De 1362 a 1371 el territorio de los antiguos metropolitanatos de Hálych y de Lituania fueron rebajados oficialmente al rango de obispados dentro del metropolitanato de Kiev. Sin embargo, estos cambios no pusieron fin a la rivalidad política por la influencia religiosa en la Rus.

#### Metropolitanato de Kiev y Lituania
El gran duque de Lituania, Algirdas, atacó Moscovia en tres ocasiones entre 1368 y 1372 como parte de la guerra lituano-moscovita. Las hostilidades entre Moscú y Lituania se reanudaron; en agosto de 1375, las tropas moscovitas capturaron Tver. El patriarca Filoteo I accedió a la petición de crear un metropolitanato independiente en el territorio del Gran Ducado. Filoteo también escuchó las peticiones de los príncipes ortodoxos orientales de tener a Cipriano como su metropolitano. En 1375 Filoteo consagró a Cipriano como "metropolitano de Kiev y Lituania". En el Concilio de Constantinopla, se decidió que "tras la muerte de Alejo, Cipriano se convertiría en el metropolitano de Kiev y toda la Rus".

#### Reunificación del metropolitanato de Kiev y toda la Rus
En 1325 la sede metropolitana se trasladó de Vladímir a Moscú por orden del gran príncipe Iván de Moscú. Durante el siglo XIV la Iglesia se dividió de facto en dos o tres. A partir del siglo XV la Iglesia se unificó definitivamente y continuó siendo gobernada desde Moscú por el metropolitano de Kiev y toda la Rus.
El 12 de febrero de 1376, Alexius murió; según los términos del acuerdo con el patriarca, Cipriano tenía derecho a gobernar los asuntos religiosos de toda la Rus. El 6 de junio de 1376, Cipriano llegó a su residencia en Kiev. Intentó, pero fracasó, obtener el reconocimiento de sus derechos en toda la eparquía metropolitana del gran duque de Moscú Dmitri Donskói, Nóvgorod y Pskov. Sin embargo, en el mismo año, hubo un motín palaciego en Constantinopla en el que el poder fue usurpado por Andrónico IV. El nuevo emperador depuso al patriarca Filoteo e instaló a Macario en su lugar. Macario le aseguró a Dimitri de Moscú por escrito que negaba las reclamaciones de Cipriano a la Iglesia de la Gran Rus. También ofreció enviar al nominado del gran duque, Mitia, a Constantinopla para su consagración como metropolitano. Mitia, sin embargo, murió (1379) a la vista de Constantinopla.: 218  Mitia estaba acompañado por Pimen. El patriarca sucesor, Nilo, pudo haber sido engañado por Pimen usando cartas falsificadas para consagrarlo en su lugar en junio de 1380.: 219–220 
Como resultado, los derechos de Cipriano al metropolitanato unificado fueron disputados por Pimen (1380-1382). Dmitri, al enterarse de la consagración de Pimen, juró airadamente no aceptarlo a su regreso. Así, el metropolitano de Pimen fue disputado desde el principio, y como resultado, logró poco. Los derechos de Cipriano también fueron disputados por Dionisio (1384-1385). Dionisio murió detenido en Kiev el 15 de octubre de 1385. Después de esto, Cipriano disfrutó del liderazgo indiscutible de la Iglesia en las tierras de la Rus y Lituania. Murió en 1406.
Las masas lituanas permanecieron paganas hasta que, de repente, para sorpresa de todos —lituanos, rusos y caballeros teutónicos—, fueron acogidas al cristianismo romano por decreto real. En 1387 el sucesor de Algirdas, el rey Vladislao II Jagellón, convirtió Lituania al catolicismo. Esto marcó el comienzo de un largo período de dificultades para la Iglesia ortodoxa en la Rus occidental.
En 1414 el gran duque Vitautas intentó restablecer el metropolitanato de Lituania. Organizó un sínodo de obispos para elegir a Gregorio Tsamblak como metropolitano de Lituania. La consagración se llevó a cabo sin el consentimiento del patriarca Eutimio II de Constantinopla y no fue reconocida en Moscú.

## Unión de Florencia
Un concilio ecuménico de la Iglesia católica —el Concilio de Florencia— tuvo lugar entre 1431 y 1449. Aunque al principio se resistió, el gran príncipe de Moscú —Basilio II de Moscú— finalmente permitió que el metropolitano de Kiev y toda la Rus —Isidoro de Kiev— asistiera al concilio. Isidoro, de origen griego, se sometió a los artículos de la bula de Unión con los griegos que unía a la Iglesia ortodoxa de Rusia con la Iglesia latina. En 1443 la Unión Florentina fue condenada por las Iglesias ortodoxas (patriarcado de Alejandría, patriarcado de Antioquía y patriarcado de Jerusalén) en la Catedral de Jerusalén. Estos acontecimientos provocaron una crisis en el metropolitanato.

### Sucesiones paralelas
El gran príncipe de Moscú anuló la unión y encarceló a Isidoro durante un tiempo. Luego nombró a su propio candidato como metropolitano: Jonás. Dado que este nombramiento no fue aprobado por Constantinopla, Jonás cambió unilateralmente su título a «metropolitano de Moscú y toda Rusia» en 1448. Desde esa fecha hasta 1589, dieciséis jerarcas con ese título fueron nombrados localmente sin ser reconocidos por el patriarca ecuménico de Constantinopla.
No obstante, el patriarca ecuménico continuó nombrando metropolitanos para las eparquías unidas católica y ortodoxa oriental ("uniatas") en aquellas tierras rutenas que no estaban controladas por el Zarato de Moscú. En las tierras polacas y lituanas, el siguiente jerarca uniato fue Gregorio el Búlgaro. Fue consagrado por un patriarca latino de Constantinopla. En 1469 su nombramiento también fue aprobado por el patriarca ecuménico de Constantinopla, Dionisio I. La sede episcopal del nuevo jerarca se encontraba en Vilna, la capital del Gran Ducado de Lituania. Con el nombramiento de Gregorio, el título fue cambiado a metropolitanato de Kiev, Galitzia y toda la Rus. En 1569 la Unión de Lublin creó un solo estado, la Mancomunidad polaco-lituana, uno de los países más grandes de Europa en ese momento. Reemplazó la unión personal de la Corona del Reino de Polonia y el Gran Ducado de Lituania con una unión real y una monarquía electiva. Después de eso, la vida de la Iglesia ortodoxa se volvió mucho más complicada ya que el clero y la nobleza católicos eran más numerosos y más poderosos. En el ámbito interno, la Iglesia ortodoxa fue acosada por acusaciones de simonía y digamia.

## De la Unión de Florencia a la Unión de Brest

### Patriarcado de Moscú y toda la Rus
A finales del siglo XVI dos patriarcas orientales visitaron Rutenia. El primero en llegar, en 1586, fue el patriarca de Antioquía, Joaquín VI. Tras conocer la situación, concedió a la Hermandad de la Dormición de Leópolis los derechos de stauropegia. Al mismo tiempo, el patriarca nombró al obispo Cirilo Terlecki de Lutsk como su exarca en el metropolitanato. Durante su viaje por Europa del Este entre 1588 y 1589, el patriarca Jeremías II de Constantinopla visitó Moscú. Confirmó la autocefalía de la Iglesia ortodoxa en Rusia. Por primera vez desde 1448, un patriarca ecuménico consagró a un metropolitano en tierras de Rus, Job de Moscú, como patriarca de Moscú y toda la Rus.

### Metropolitanato de Kiev, Galitzia y toda Rutenia
A su llegada a la Mancomunidad, Jeremías II también apoyó a las fraternidades ortodoxas y depuso al dígamo, el metropolitano Onesíforo. En su lugar, nombró al archimandrita del monasterio de Minsk, Miguel Rohoza, metropolitano de Kiev, Galitzia y toda la Rus. Esto confirmó la división territorial efectiva de la Iglesia ortodoxa en la antigua Rus de Kiev.
El obispo de Leópolis, Hedeon Balaban, participó en las negociaciones sobre la unión con la Iglesia católica romana en 1590. Sin embargo, más tarde se unió al príncipe Kostiantyn Ostrozky en el Concilio de Brest en 1596 en oposición a la unión. Mantuvo esta posición hasta su muerte. En diciembre de 1594, el obispo Cyril Terlecki, en nombre del episcopado ruteno, anunció que la Iglesia ortodoxa tenía la intención de transferir la jurisdicción eclesiástica de la Iglesia del patriarcado ecuménico de Constantinopla a la jurisdicción de la Santa Sede de Roma. Esta unión estaba condicionada a que la Iglesia conservara el rito bizantino y los antiguos derechos de la Iglesia. En diciembre de 1595 los representantes de la Iglesia rutena en Roma firmaron los términos de la unión con la Iglesia católica. Los términos les permitieron conservar el rito bizantino, el calendario juliano, el derecho a elegir un metropolitano y obispos, el calendario de la Iglesia ortodoxa, el bajo clero tenía derecho a casarse, etc. El 6 de octubre de 1596, en Brest, el metropolitano Rogoza convocó un concilio al que asistieron obispos, archimandritas, sacerdotes y laicos. La Unión de Brest fue proclamada en la catedral. La mayoría de los obispos y la nobleza apoyaron la unión. Por otro lado, muchos sacerdotes, monasterios, cosacos y burgueses se opusieron a la unión. Inmediatamente después del concilio, el metropolitano Rogoza privó de sus sedes a dos obispos que se oponían a la unión: el obispo Balaban de Leópolis y el obispo Mykhailo Kopystensky de Przemyśl. El príncipe Konstantin-Vasyl Ostrozky tampoco apoyó la unión. Además, la Hermandad de Leópolis, como stauropegia directamente subordinada al patriarca de Constantinopla, inicialmente se opuso a la unión. El obispo Balaban se convirtió en el exarca del patriarca de los ucranianos ortodoxos. Las fraternidades de Kiev y Vilna se declararon activamente, y las fraternidades ortodoxas comenzaron a operar en Maguilov, Minsk, Lublin, Lutsk y otras ciudades. La mayoría de los monasterios, incluyendo los de Kyiv-Pechersk, Vydubychi, Epifanía, Santa Trinidad en Vilna, Pochaiv y otros, tampoco apoyaron la unión. Sin embargo, oficialmente las eparquías de Kiev, Volodímir-Volinia, Pinsk y Túrov, Lutsk, Chełm y Pólotsk aceptaron la unión.
Esto dio origen a la Iglesia uniata rutena, que posteriormente se conocería como la Iglesia greco-católica ucraniana. Con la Unión de Úzhgorod, las eparquías de Transilvania y Hungría también se unieron a la Iglesia uniata rutena.

### Exarcado de Ucrania
Al igual que con la anterior unión florentina, la Unión de Brest no fue aceptada por todos los clérigos ortodoxos, lo que provocó que algunas eparquías mantuvieran su lealtad a Constantinopla en el territorio de la Mancomunidad polaco-lituana. En 1620 el patriarca greco-ortodoxo de Jerusalén, Teófanes, consagró a Job Boretsky como nuevo «metropolitano de Kiev, Galitzia y toda la Rus», y exarca de Ucrania del patriarcado ecuménico. Este nombramiento revitalizó las Iglesias ortodoxas orientales y profundizó el cisma.
El destino del metropolitanato después de 1686 es motivo de controversia: según la Iglesia ortodoxa de Ucrania, el metropolitanato fue anexionado de forma no canónica o permaneció en suspenso hasta que recibió el tomos de autocefalía del patriarca ecuménico; por otro lado, la Iglesia ortodoxa rusa sostiene que fue absorbido por el patriarcado de Moscú y toda la Rus y que actualmente es un exarcado de la Iglesia ortodoxa rusa que se autodenomina Iglesia ortodoxa ucraniana (patriarcado de Moscú).

## Episcopologio

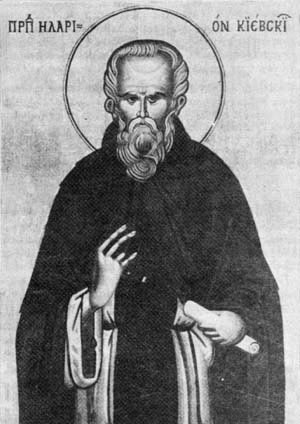
Hilarión de Kiev, primer metropolitano de Kiev y toda la Rus de origen eslavo

### Metropolitanos de Kiev y toda la Rus
- san Miguel I el Sirio † (metropolitano ficticio)(por tradición: 988-992)
- León o Leoncio † (metropolitano ficticio)(por tradición: 992-1007 o 1008 falleció)

- Teofilacto † (?-?) (se lo sitúa antes y después de León)[40][nota 3](por tradición: 988-antes de 1018)[41][42][38][37]
- Juan I o Iván † (mencionado en 1018 y en 1017)[43] (probablemente antes de 1018-circa 1030[41][44][38][37] o 1035 falleció)[42]
  - Alexis Bolharyn † (circa 1021-circa 1026 expulsado por la jerarquía griega) (posiblemente un obispo búlgaro latino enviado por el papa Benedicto XIII a pedido del príncipe Yaroslavl)[43][nota 4]
- Teopento † (mencionado en 1037 y 1039)[45] (probablemente circa 1035-década de 1040[41][38])[nota 5][42][37]
  - Cirilo † (ficticio o electo que no asumió, la información sobre él surgió en el XVI, pero no aparece en fuentes de la Rus)[nota 6][38][37]
- san Hilarión de Kiev † (1051-?)[46][nota 7] (probablemente 9 de abril de 1051 consagrado-1053 o 1054 renunció)[41][42][38][37]

### Metropolitanos de Kiev y toda la Rus desde el Cisma de Oriente
- Efraín I † (mencionado en 1055)[47] (probablemente 1054/1055-1061 o circa 1065)[41][42][38][37][nota 8]
- Jorge † (mencionado en 1072)[47](probablemente circa 1065-1072 o circa 1076)[41][42][38][37]
- san Juan II Pródromo o Iván II † (mencionado en 1077-1089 falleció)[48](probablemente 1076/1077-31 de agosto de 1089)[41][42][38][37]
- Juan III o Iván III el Eunuco † (1090-1091 falleció) [48][41] (probablemente verano de 1090-antes del 14 de agosto de 1091 falleció)[42][38][37]
  - Efraín II de Pereyáslav † (mencionado en 1095 y 1096) [49] (probablemente 1091-1097)[nota 9]
- san Nicolás † (mencionado en 1097 y en 1101)[50] (probablemente circa 1093-1104 falleció)[41][42][38][37]
- Nicéforo I † (1104-1121 falleció)[51][41][42][37] (probablemente 18 de diciembre de 1104-abril de 1121 falleció)[38]
- Nicetas o Nikita † (1122-1126 falleció)[52][41][42][37] (probablemente 15 de octubre de 1122-19 de mayo de 1126)[38]
- Miguel I (o Miguel II) † (mencionado en 1130 y en 1145)[52][41][42] (probablemente 1127 o verano de 1130-1145)[38][37]
  - Clemente Smoliatich † (27 de julio de 1147-principios de 1155 depuesto) (no fue confirmado por el patriarca de Constantinopla)[53][41][42][38][nota 10][37]
- san Constantino I † (1156-5 de junio de 1159 falleció)[54][41][42][nota 11][38][37]
- Teodoro † (agosto de 1161-22 de agosto de 1163 falleció)[54][37][38][nota 12][41]
- Juan IV o Iván IV † (primavera de 1164-12 de mayo de 1166 falleció)[54][41][42][38][37]
- Constantino II † (1167-mencionado en 1170)[55][41][42][38][37]
- Miguel II (o III) † (probablemente primavera de 1171-1174)[41][42][38][37][nota 13]
  - Juan V o Iván V (mencionado en 1174)[55][nota 14]
- Nicéforo II † (mencionado en 1182 y en 1197)[55] (probablemente 1182 o antes de 1183-después de 1201)[41][42][38][37]
  - Gabriel †[nota 15][55]
  - Dionisio †[nota 16][55][37]
- Mateo † (mencionado en 1210 y en 1219-1220 falleció)[56][41] (probablemente antes de 1210—19 de agosto de 1220 falleció)[38][42][37][nota 17]
- Cirilo I † (1224-1233 falleció)[56] (probablemente 1224/1225-verano de 1233 falleció)[41][42][38][nota 18]
  - Cirilo † (1233-1236) (mencionado en algunas fuentes, no hay documentación que lo mencione)[56]
- José I † (1237?)[56][41] (probablemente 1236-1240)[42][38][nota 19][37]
  - Pedro Akerovych † (mencionado en 1244 y en 1245) (probablemente nombrado por Miguel de Chernígov 1241-1246, no fue confirmado por el patriarca de Nicea ni por el latino de Constantinopla)[57][nota 20][38])[58]
- Cirilo II † (mencionado en 1250-1281 falleció)[59] (probablemente 1242 o 1247-27 de noviembre de 1281 falleció)[41][42][38][37][nota 21][37]
  - Nicéforo III † (1281-1283)[nota 22]
- Máximo † (1283-1299 como Kiev estaba desierta, trasladó la sede a Vladímir del Kliazma, lo cual recién fue aprobado por Constantinopla en 1354.)[60][42][38]

### Metropolitanos de Kiev y toda la Rus con sede en Vladímir del Kliazma
- Máximo † (1299-6 de diciembre de 1305 falleció)
- san Pedro de Ratensky † (1308-21 de diciembre de 1326 falleció)[61][42][37] (trasladó la sede de Vladímir del Kliazma a Moscú en 1325)

### Metropolitanos de Kiev y toda la Rus con sede en Moscú
- san Pedro de Ratensky † (1325-21 de diciembre de 1326 falleció)
- Feognost o Teognosto † (1328-11 de marzo de 1353 falleció)[42][37]
- san Alexéi Byakont † (1354-12 de febrero de 1378)[42][37]
- san Cipriano † (1375-1382)[42]
  - Miguel Mittai † (1378-29 de septiembre de 1379 falleció) (electo, no fue ordenado obispo)[42]
- Pimen † (1380-1384 depuesto)[42]
- san Dionisio I † (1384-15 de  octubre de 1385 falleció)[42]
- san Cipriano †  (1390- 29 de septiembre de 1406)[42] (por segunda vez)
- san Focio † (1408-2 de julio de 1431 falleció)[42]
- Gerasim † (1433-26 de julio de 1435 falleció)
- Isidoro † (1433-5 de julio de 1439 firmó la unión del Concilio de Florencia)[42]

### Metropolitanos de Kiev y toda la Rus unidos a Roma
- cardenal Isidoro † (5 de julio de 1439-20 de abril de 1458 nombrado patriarca de Constantinopla)[nota 23]
- Gregorio el Búlgaro † (21 de julio de 1458[nota 24]-fines de 1472 o principios de 1473 falleció)[nota 25]
- Misail Pstruch † (1476-otoño de 1480 o invierno de 1480/1481 falleció)[nota 26]

### Metropolitanos de Kiev y toda la Rus en cisma con Roma y Constantinopla
- san Jonás de Moscú † (15 de diciembre de 1448- 31 de marzo de 1461 falleció) (nombrado por un concilio de obispos celebrado en Moscú en rechazo de la Unión de Florencia, no fue aprobado por el patriarca de Constantinopla)[42]
  - Sede renombrada metropolitanato de Moscú y toda Rusia